# Il avait les mots
Il avait les mots è una canzone pop-ballad incorporata con suoni R&B e electro hop rhythm, è stata scritta da Dave Siluvangi e Singuila e composta da Singuila e Track Invaders. È il secondo singolo estratto dall'album che porta il suo nome, Sheryfa Luna. Il singolo è uscito il 21 gennaio 2008. Dopo otto settimane passate alla testa delle vendite dei singoli d'oltralpe, il totale di pezzi venduti ammonta a 86.855 esemplari.
La canzone racconta, secondo Sheryfa Luna, la storia di una ragazza che frequenta un uomo di età maggiore, e che si rende conto che quell'uomo è sposato e che ha dei figli.

## Videoclip
Il video musicale è stato prodotto da Núfilms, realizzato da Ivan Grbović e girato a Montréal nel Canada nel mese di novembre 2007. Il video illustra le parole della canzone ed ha cominciato ad essere trasmesso verso la metà del mese di dicembre.

## Tracce
1. Il avait les mots – 3:47
2. Il avait les mots (strumentale) – 3:59
3. Il avait les mots (feat. Léa Castel) (remix) – 3:47

## Classifica nelle vendite
| Nazione          | Posizione migliore |
| ---------------- | ------------------ |
| Francia          | 1 (8 settimane)    |
| France Download  | 2                  |
| Belgio Vallonia  | 1 (4 settimane)    |
| Svizzera         | 29                 |
| Russia (airplay) | 54                 |
| Mondo            | 13                 |